# فهرست فرودگاه‌های قبرس

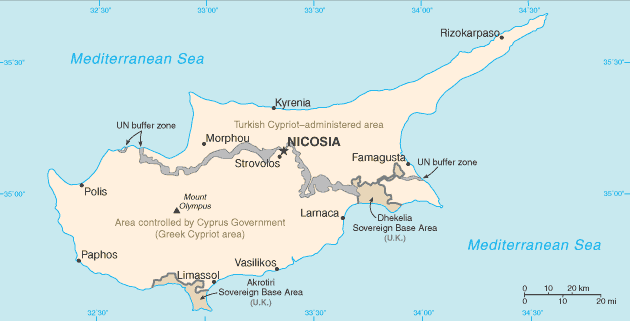
نقشهٔ قبرس

این مقاله شامل فهرست فرودگاه‌های قبرس است که بر پایهٔ موقعیت قرارگیری آن‌ها مرتب شده است.

## فرودگاه‌ها
| مکان                 | ایکائو | یاتا | نام فرودگاه                                                                       | مسافران (۲۰۱۰) |
| -------------------- | ------ | ---- | --------------------------------------------------------------------------------- | -------------- |
| فرودگاه‌های بین‌المللی | ÿ      | ÿ    | ÿ                                                                                 | ÿ              |
| لارناکا              | LCLK   | LCA  | فرودگاه بین‌المللی لارناکا                                                         | ۵٬۱۶۸٬۹۵۹      |
| نیکوزیا              | LCEN   | ECN  | فرودگاه بین‌المللی ارجان                                                           | ۲٬۲۰۰٬۰۰۰      |
| پافوس                | LCPH   | PFO  | فرودگاه بین‌المللی پافوس                                                           | ۲٬۷۰۰٬۰۰۰      |
| فرودگاه‌های نظامی     | ÿ      | ÿ    | ÿ                                                                                 | ÿ              |
| آکراتاری و داکیلیا   | LCRA   | AKT  | فرودگاه نیروی هوایی سلطنتی اکروتیری                                               |                |
| Kingsfield           | LCRE   | KIN  | Kingsfield Air Base                                                               |                |
| لاکاتامیا            | LCRO   | LAK  | Lakatamia Air Base                                                                |                |
| نیکوزیا Gonyeli      |        |      | Ilker Karter Air Base (توسط نیروی هوایی ترکیه، جمهوری ترک قبرس شمالی اداره می‌شود) |                |
| فرودگاه‌های سابق      | ÿ      | ÿ    | ÿ                                                                                 | ÿ              |
| نیکوزیا              | LCNC   | NIC  | فرودگاه بین‌المللی نیکوزیا (abandoned, in خط آتیلا)                                |                |